# 미소금융
미소금융(微小金融, Microcredit)은 제도권 금융회사 이용이 곤란한 금융소외계층을 대상으로 창업ㆍ운영자금 등 자활자금을 무담보ㆍ무보증으로 지원하는 소액대출사업이다. 창업시 사업타당성 분석 및 경영컨설팅 지원, 채무불이행자에 대한 부채상담 및 채무조정 연계지원, 취업정보 연계제공 등 금융사각지대를 해소하고 금융소외계층이 사회ㆍ경제적으로 자립할 수 있는 기반을 마련해 주기 위한 자활지원사업이다. 한국형 마이크로크레딧이라 할 수 있다.